# Allopurynol
Allopurynol, allopurinol (łac. allopurinolum) – organiczny związek chemiczny, izomer hipoksantyny. Stosowany jako lek. Jest inhibitorem oksydazy ksantynowej, zmniejsza wytwarzanie ksantyn i kwasu moczowego.

## Mechanizm działania
Mechanizm działania allopurynolu polega na blokowaniu aktywności oksydazy ksantynowej. Enzym ten w szlaku katabolizmu puryn utlenia hipoksantynę do ksantyny, a potem ksantynę do kwasu moczowego. Allopurynol powoduje zahamowanie powstawania kwasu moczowego, a co za tym idzie, zmniejszenie stężenia kwasu moczowego we krwi i moczu.
Efektem działania allopurynolu jako leku jest ograniczenie ryzyka tworzenia złogów w nerkach, a także zapobieganie tworzeniu się złogów (kamieni) szczawianowo-wapniowych w drogach moczowych.

## Własności farmakokinetyczne
Allopurynol wchłania się dobrze z przewodu pokarmowego, osiągając maksymalne stężenie we krwi po 1 godzinie. Biologiczny okres półtrwania w osoczu wynosi 2–3 godziny, natomiast jego podstawowego metabolitu – oksypurynolu – średnio 18 godzin.
Pozostałe metabolity allopurynolu to: rybozyd allopurynolu i 7-rybozyd oksypurynolu.

## Wskazania
Allopurynol jest stosowany w:
- leczeniu pierwotnej i wtórnej dny moczanowej
- leczeniu wtórnej hiperurykemii spowodowanej chemio- i radioterapią niektórych chorób nowotworowych (zespół ostrego rozpadu guza)
- w zespole Lescha-Nyhana
- redukcji ryzyka powstawania złogów (kamieni) moczanowych w drogach moczowych.

## Przeciwwskazania
Przeciwwskazany jest w ciąży oraz u dzieci (z wyjątkiem zespołu Lescha-Nyhana i hiperurykemii wtórnej w leczeniu chorób nowotworowych). Bezwzględnym przeciwwskazaniem jest nadwrażliwość na ten lek, a także występowanie ciężkich zmian skórnych w przeszłości.

## Działania niepożądane
Podczas stosowania allopurynolu może dochodzić do występowania skutków niepożądanych. Są one zwykle łagodne, najczęściej są to zmiany skórne (występujące z częstością ok. 2%), a także zaburzenia ze strony przewodu pokarmowego (brak łaknienia, nudności, biegunka), bóle głowy oraz hipertermia polekowa.
Bardzo rzadko mogą wystąpić alergiczne odczyny skórne, niektóre z nich potencjalnie zagrażające życiu, na przykład: zespół Stevensa-Johnsona, toksyczna nekroliza naskórka oraz zespół nadwrażliwości na allopurynol, za który odpowiedzialny jest metabolit allopurynolu – oksypurynol. W przebiegu tego zespołu występują: rumieniowe złuszczające wykwity skórne, gorączka, objawy zapalenia wątroby, eozynofilia, a także śródmiąższowe zapalenie nerek.
Występowanie zespołu nadwrażliwości na allopurynol jest zwiększone u osób leczonych tiazydowymi lekami moczopędnymi.

## Leczenie
Lek stosowany jest doustnie, zwykle w pojedynczej dawce, jednak kiedy dawki dobowe przekraczają 300 mg lub kiedy pojawiają się zaburzenia przewodu pokarmowego allopurynol można podawać w kilku dawkach. Początkowo (przez pierwsze 5–7 dni) podaje się 100 mg na dobę, następnie – jeśli to konieczne – dawki się zwiększa. Dawki dobowe w ciężkich przypadkach mogą wynosić 900 mg.
W pierwszym tygodniu leczenia allopurynol podaje się razem z kolchicyną lub niesteroidowym lekiem przeciwzapalnym, co zapobiega występowaniu ostrych napadów dny. Jeżeli ostry napad dny wystąpi już w czasie stosowania allopurynolu, nie należy go odstawiać, lecz zastosować lek przeciwzapalny.
Preparaty allopurynolu dostępne są w Polsce pod następującymi nazwami handlowymi: Allupol, Milurit, Zyloric, Argadopin.